# 价值批判
价值批判（德語：Wertkritik）是一种社会理论，源自马克思主义传统，旨在批判当代的生产方式。价值批判理论中的一部分是通过对法兰克福学派和批判理论传统的批判性解读发展而来的。该理论的重要代表人物包括罗伯特·库尔茨、莫伊谢·波斯顿和让-马里·文森。